# Cantón Portoviejo
Cantón Portoviejo är en kanton i Ecuador.   Den ligger i provinsen Manabí, i den västra delen av landet, 230 km väster om huvudstaden Quito. Arean är 968 kvadratkilometer.
Terrängen i Cantón Portoviejo är huvudsakligen lite kuperad.